# Лацко, Лукаш
Лукаш Лацко (словац. Lukáš Lacko; родился 3 ноября 1987 года в Пьештянах, Чехословакия) — словацкий профессиональный теннисист; бывшая третья ракетка мира в юниорском рейтинге; полуфиналист одного юниорского турнира Большого шлема в одиночном разряде (Открытый чемпионат Франции-2005).

## Общая информация
Лукаш — старший из двух детей Дагмары и Ладислава Лацко, его сестру зовут Доминика.
Словак впервые пришёл в теннис в 5 лет. Лукаш считает своим любимым покрытием хард, любимым ударом — форхенд.

## Спортивная карьера

### 2005—2014
Профессиональную карьеру Лукаш начал в 2005 году. В том же году выигрывает первые турнир серии «фьючерс». В апреле 2006 года в парных соревнованиях в Дхарваде выиграл дебютный титул на турнирах серии «челленджер». В январе 2007 года, пройдя через три раунда квалификационного отбора, смог дебютировать на турнире серии Большого шлема, сыграв на Открытом чемпионате Австралии, где в первом же раунде уступил. В июле, также через квалификацию, пробился в основную сетку турнира в рамках ATP-тура в Штутгарте, где в первом раунде проиграл № 15 в мировом рейтинге на тот момент Давиду Ферреру. В октябре в Коллинге выиграл первый «челленджер» в одиночном разряде.
В 2008 году Лацко вновь через квалификацию пробился на Открытый чемпионат Австралии, где так же как и год назад уступил в первом раунде. За период первой половины 2009 года, упав в рейтинге в четвёртую сотню, выиграл четыре «фьючерса». В мае того же года выиграл «челленджер» в Фергане. В июне, выступая на траве в Халле, смог впервые выйти во второй раунд на турнирах ATP. Затем, пройдя квалификационный отбор, дебютировал на Уимблдонском турнире. В октябре, победив на «челленджере» в Сеуле, впервые поднялся в рейтинге в первую сотню. В январе 2010 года на турнире в Ченнае Лукаш впервые достиг четвертьфинальной стадии на соревнованиях ATP-тура. На Открытом чемпионате Австралии он вышел во второй раунд, где уступил второй ракетке мира Рафаэлю Надалю. В феврале вышел в четвертьфинал на турнирах в Загребе и Мемфисе. В мае на Открытом чемпионате Франции, как и в Австралии, вышел во второй раунд. На турнире в Халле в июне словак смог выйти в четвертьфинал, а на Уимблдоне во второй раунд. Еще раз четвертьфинала в 2010 году он достиг в июле на турнире в Атланте.
В 2011 году в игре Лацко наметился спад и он вылетел за пределы Топ-100. В сентябре того года он выиграл «челленджер» в Измире, а в ноябре в Братиславе. На Открытый чемпионат Австралии 2012 года Лукашу пришлось пробираться через квалификационный отбор, однако это ему не помешало впервые выйти в третий раунд на турнирах серии Большого шлема. Набрав хорошую форму, в феврале Лацко впервые в карьере дошел до финала турнира ATP на соревнованиях в Загребе. Дебютный финал он уступил россиянину Михаилу Южному 2-6, 3-6. На Уимблдонском турнире, переиграв Адриана Унгура и Юргена Мельцера, смог выйти в третий раунд, где уступил № 6 в мире Жо-Вильфриду Тсонга. В конце июля Лацко принял участие на летних Олимпийских играх 2012 года в Лондоне, где в результате проиграл в первом раунде Филиппу Пецшнеру. В сентябре в парном разряде турнира в Санкт-Петербурге, достиг финала, выступая совместно с соотечественником Игорем Зеленаем. В концовке сезона 2012 года выиграл «челленджер» в Хельсинки и завершил сезон на 51-м месте в рейтинге.
В сезоне 2013 года Лацко стартовал с двух четвертьфиналов на турнирах в Дохе и Окленде. На Открытом чемпионате Австралии во втором раунде в пяти сетах уступил № 9 в мире Янко Типсаревичу. В октябре 2013 года вышел в четвертьфинал турнира в Токио. В ноябре смог выиграть «челленджер» в Братиславе. Следующий раз дойти до стадии четвертьфинала на турнирах ATP Лацко удалось в июле 2014 года в Атланте и в сентябре в Шэньчжэне. В октябре Лукаш выиграл «челленджер» в Ташкенте сразу в одиночном и парном разряде.

### 2015—2022

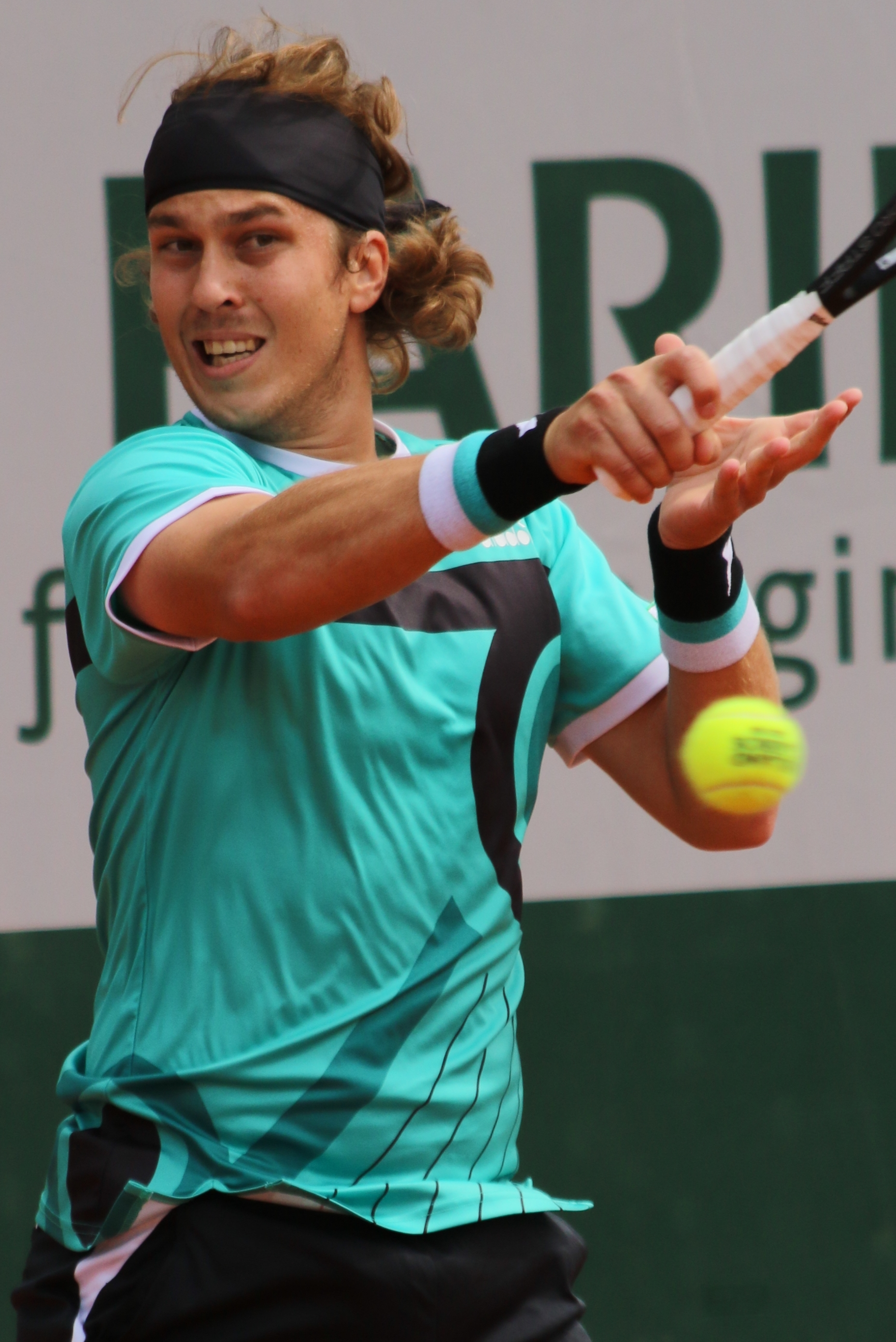
Лацко на Ролан Гаррос 2019 года

В 2015 году Лацко потерял место в первой сотне рейтинга. За весь сезон он выиграл один титул в сентябре на «челленджере» в Турции и ещё три раза доходил до финала на турнирах этой младшей серии. В 2016 году он в основном играл на «челленджерах» периодически по ходу сезона поднимаясь в топ-100 рейтинга. Лучшим выступлением в основном туре стал выход в третий раунд Уимблдона. Пройдя три раунда квалификации он смог обыграть Паоло Лоренци Иво Карловича, а затем проиграл Марину Чиличу.
Такого же результата как и на Уимблдоне Лацко добился на Открытом чемпионате Австралии 2017 года. Включая квалификацию, он выиграл пять матчей подряд и в третьем раунде уступил Кэю Нисикори. В июле он смог выйти в 1/4 финала турнира в Атланте. Ноябрь принёс Лукашу сразу две победы подряд на «челленджерах» в Братиславе (Словакия) и Брешиа (Италия). В родной стране, в финале Лукашу противостоял теннисист из Румынии Мариуш Копил, где победа осталась за словаком — 6:4, 7:6. Победа в Италии Лукаш победил в финале теннисиста из Литвы Лауринаса Григелиса со счётом 6:1, 6:2. По итогу сезона он вернулся в топ-100. Победная серия достигла 11 матчей, но остановилась 7 января 2018 года в матче против Рожериу Дутра да Силвы в квалификации на турнир в Окленде.
В матче первого раунда Открытого чемпионата Австралии 2018 года Лацко удалось обыграть № 23 в мире Милоша Раонича в четырёх сетах, однако в следующем раунде проиграл Николасу Кикеру. В начале мая он выиграл «челленджер» в Глазго (Великобритания), в финале переиграв Луку Ванни в трёх сетах. В июне Лацко удалось во второй раз в карьере выйти в финал на турнире Мирового тура. Произошло это на траве в Истборне (Великобритания). Во втором раунде Лацко смог выбить с турнира первого номера посева и № 11 в мире Диего Шварцмана, а, дойдя до финала, не сумел обыграть Мишу Зверева из Германии — 4:6, 4:6. На Уимблдон он приехал в ранге 73-го в мире и доиграл до второго раунда, где не смог навязать борьбу второй ракетке мира Роджеру Федереру. Далее у Лацко произошёл спад и он к концу года вновь покинул первую сотню рейтинга.
В 2019 году Лацко из-за низкого рейтинга играл в туре «челленджер» и периодически пытался через квалификацию пробиться на основные соревнования тура. В октябре он смог выиграть «челленджер» в Исманинге (Германия). Следующий титул словак выиграл через два года — в сентябре 2021 года на «челленджере» Манакоре.

## Рейтинг на конец года
| Год  | Одиночный рейтинг | Парный рейтинг |
| 2021 | 190               | 469            |
| 2020 | 200               | 533            |
| 2019 | 183               |                |
| 2018 | 114               | 537            |
| 2017 | 92                | 1 250          |
| 2016 | 122               | 512            |
| 2015 | 110               | 1 043          |
| 2014 | 94                | 381            |
| 2013 | 81                | 661            |
| 2012 | 51                | 335            |
| 2011 | 112               | 311            |
| 2010 | 89                | 229            |
| 2009 | 82                | 214            |
| 2008 | 325               | 748            |
| 2007 | 139               | 405            |
| 2006 | 231               | 344            |
| 2005 | 421               | 1 651          |
| 2004 | 1 056             | 1 339          |

По данным официального сайта ATP на последнюю неделю года.

## Выступления на турнирах

### Финалы турнировATPв одиночном разряде (2)

#### Поражения (2)
| Легенда                    |
| -------------------------- |
| Турниры Большого шлема (0) |
| Итоговый турнир ATP (0)    |
| ATP Мастерс 1000 (0)       |
| АТР 500 (0)                |
| АТР 250 (0)                |

| №  | Дата           | Турнир                  | Покрытие | Соперник в финале | Счёт    |
| 1. | 5 февраля 2012 | Загреб, Хорватия        | Хард(i)  | Михаил Южный      | 2-6 3-6 |
| 2. | 30 июня 2018   | Истборн, Великобритания | Трава    | Миша Зверев       | 4-6 4-6 |

### Финалы челленджеров и фьючерсов в одиночном разряде (40)

#### Победы (22)
| Титулы              |
| Челленджеры (14+4*) |
| Фьючерсы (8+1)      |

| Титулы по покрытиям | Титулы по месту проведения матчей турнира |
| ------------------- | ----------------------------------------- |
| Хард (15+4*)        | Зал (11+2)                                |
| Грунт (3)           | Зал (11+2)                                |
| Трава (0)           | Открытый воздух (11+3)                    |
| Ковёр (4+1)         | Открытый воздух (11+3)                    |

* количество побед в одиночном разряде + количество побед в парном разряде.
| №   | Дата             | Турнир                  | Покрытие | Соперник в финале | Счёт           |
| 1.  | 2 октября 2005   | Ольбия, Италия          | Грунт    | Тобиас Кёк        | 6-1 6-3        |
| 2.  | 9 октября 2005   | Черкассы, Украина       | Грунт    | Саша Клёр         | 2-6 6-3 6-1    |
| 3.  | 29 января 2006   | Бергхайм, Австрия       | Ковёр(i) | Вернер Эшауэр     | 3-6 6-1 7-5    |
| 4.  | 9 июля 2006      | Кассель, Германия       | Грунт    | Дастин Браун      | 3-6 6-3 6-4    |
| 5.  | 21 октября 2007  | Кольдинг, Дания         | Хард(i)  | Жиль Мюллер       | 7-6(3) 6-4     |
| 6.  | 24 января 2009   | Шеффилд, Великобритания | Хард(i)  | Скотт Удсема      | 7-6(5) 5-7 6-3 |
| 7.  | 21 февраля 2009  | Загреб, Хорватия        | Хард(i)  | Антонио Шанчич    | 6-2 4-6 7-5    |
| 8.  | 12 апреля 2009   | Москва, Россия          | Ковёр(i) | Денис Мацукевич   | 6-4 4-6 6-2    |
| 9.  | 19 апреля 2009   | Тюмень, Россия          | Ковёр(i) | Павел Чехов       | 6-3 5-7 6-4    |
| 10. | 23 мая 2009      | Фергана, Узбекистан     | Хард     | Сэмюэль Грот      | 4-6 7-5 7-6(4) |
| 11. | 1 ноября 2009    | Сеул, Южная Корея       | Хард     | Душан Лойда       | 6-4 6-2        |
| 12. | 25 сентября 2011 | Измир, Турция           | Хард     | Марсель Ильхан    | 6-4 6-3        |
| 13. | 20 ноября 2011   | Братислава, Словакия    | Хард(i)  | Ричардас Беранкис | 7-6(7) 6-2     |
| 14. | 18 ноября 2012   | Хельсинки, Финляндия    | Хард(i)  | Яркко Ниеминен    | 6-3 6-4        |
| 15. | 10 ноября 2013   | Братислава, Словакия    | Хард(i)  | Лукаш Росол       | 6-4 4-6 6-4    |
| 16. | 12 октября 2014  | Ташкент, Узбекистан     | Хард     | Сергей Стаховский | 6-2 6-3        |
| 17. | 27 сентября 2015 | Измир, Турция           | Хард     | Мариус Копил      | 6-3 7-6(5)     |
| 18. | 12 ноября 2017   | Братислава, Словакия    | Хард(i)  | Мариус Копил      | 6-4 7-6(4)     |
| 19. | 19 ноября 2017   | Брешиа, Италия          | Хард(i)  | Лауринас Григелис | 6-1 6-2        |
| 20. | 6 мая 2018       | Глазго, Великобритания  | Хард(i)  | Лука Ванни        | 4-6 7-6(3) 6-4 |
| 21. | 20 октября 2019  | Исманинг, Германия      | Ковёр(i) | Максим Кресси     | 6-3 6-0        |
| 22. | 5 сентября 2021  | Манакор, Испания        | Хард     | Ясутака Утияма    | 5-7 7-6(8) 6-1 |

#### Поражения (18)
| №   | Дата            | Турнир                        | Покрытие | Соперник в финале   | Счёт           |
| 1.  | 28 мая 2008     | Марракеш, Марокко             | Грунт    | Ламин Уахаб         | 6-4 3-6 2-6    |
| 2.  | 14 августа 2005 | Винковцы, Хорватия            | Грунт    | Марин Чилич         | 3-6 1-6        |
| 3.  | 16 октября 2005 | Ильичёвск, Украина            | Грунт    | Фотос Калльяс       | 3-6 7-5 1-6    |
| 4.  | 6 ноября 2005   | Фридлант-над-Остравици, Чехия | Хард(i)  | Ян Гайек            | 6-1 5-7 4-6    |
| 5.  | 24 июня 2006    | Л’Акуила, Италия              | Грунт    | Камил Чапкович      | 2-6 6-7(6)     |
| 6.  | 13 августа 2006 | Бингемтон, США                | Хард     | Скотт Удсема        | 6-7(5) 2-6     |
| 7.  | 13 мая 2007     | Риека, Хорватия               | Грунт    | Марин Чилич         | 5-7 2-6        |
| 8.  | 12 августа 2007 | Стамбул, Турция               | Хард     | Миша Зверев         | 4-6 4-6        |
| 9.  | 13 ноября 2010  | Ортизеи, Италия               | Ковёр(i) | Михал Пшисенжний    | 3-6 5-7        |
| 10. | 14 октября 2012 | Ташкент, Узбекистан           | Хард     | Владимир Игнатик    | 3-6 6-7(3)     |
| 11. | 21 июля 2013    | Гранби, Канада                | Хард     | Фрэнк Данцевич      | 4-6 7-6(4) 3-6 |
| 12. | 27 апреля 2014  | Шэньчжэнь, Китай              | Хард     | Жиль Мюллер         | 6-7(4) 3-6     |
| 13. | 5 апреля 2015   | Раанана, Израиль              | Хард     | Николоз Басилашвили | 6-4 4-6 3-6    |
| 14. | 10 мая 2015     | Пусан, Южная Корея            | Хард     | Чон Хён             | 3-6 1-6        |
| 15. | 17 октября 2015 | Ташкент, Узбекистан           | Хард     | Денис Истомин       | 3-6 4-6        |
| 16. | 15 ноября 2015  | Братислава, Словакия          | Хард(i)  | Егор Герасимов      | 6-7(1) 6-7(5)  |
| 17. | 20 марта 2016   | Гуанчжоу, Китай               | Хард     | Николоз Басилашвили | 1-6 7-6(6) 5-7 |
| 18. | 31 октября 2021 | Исманинг, Германия            | Ковёр(i) | Оскар Отте          | 4-6 4-6        |

### Финалы турнировATPв парном разряде (1)

#### Поражения (1)
| №  | Дата             | Турнир                  | Покрытие | Партнёр       | Соперники в финале       | Счёт           |
| 1. | 22 сентября 2012 | Санкт-Петербург, Россия | Хард(i)  | Игорь Зеленай | Раджив Рам Ненад Зимонич | 2-6 6-4 [6-10] |

### Финалы челленджеров и фьючерсов в парном разряде (9)

#### Победы (5)
| №  | Дата             | Турнир                       | Покрытие | Партнёр            | Соперники в финале                  | Счёт            |
| 1. | 30 апреля 2006   | Дхарвад, Индия               | Хард     | Камил Чапкович     | Санчай Ративатана Сончат Ративатана | 6-3 7-5         |
| 2. | 11 апреля 2009   | Москва, Россия               | Ковёр(i) | Константин Кравчук | Павел Чехов Валерий Руднев          | 6-2 6-4         |
| 3. | 13 сентября 2009 | Сен-Реми-де-Прованс, Франция | Хард     | Иржи Кркошка       | Рубен Бемельманс Нильс Десейн       | 6-1 3-6 [10-3]  |
| 4. | 19 ноября 2011   | Братислава, Словакия         | Хард(i)  | Ян Гайек           | Лукаш Росол Давид Шкох              | 7-5 7-5         |
| 5. | 12 октября 2014  | Ташкент, Узбекистан          | Хард     | Анте Павич         | Франк Мозер Александр Сачко         | 6-3 3-6 [13-11] |

#### Поражения (4)
| №  | Дата            | Турнир              | Покрытие | Партнёр            | Соперники в финале                       | Счёт              |
| 1. | 17 июня 2006    | Кошице, Словакия    | Грунт    | Камил Чапкович     | Виктор Брутанс Павел Шнобель             | 5-7 7-5 [4-10]    |
| 2. | 13 мая 2007     | Риека, Хорватия     | Грунт    | Иво Клец           | Жером Энель Жан-Рене Лиснар              | 3-6 4-6           |
| 3. | 18 октября 2009 | Ташкент, Узбекистан | Хард     | Иржи Кркошка       | Мурад Иноятов Денис Истомин              | 6-7(4) 4-6        |
| 4. | 26 января 2020  | Рен, Франция        | Хард(i)  | Теймураз Габашвили | Тристан-Самуэль Вайссборн Антонио Шанчич | 5-7 7-6(5) [7-10] |